# Luca Roth
Pour les articles homonymes, voir Roth.
Luca Roth, né le 14 avril 2000 à Albstadt, est un sauteur à ski allemand.

## Biographie
Il commence le saut à ski à l'âge de six ans et gagne sa première compétition un an plus tard. Parmi les meilleurs déjà chez les écoliers, il étudie ensuite à l'école du ski de Furtwangen.
Licencié au club SV Meßstetten, Luca Roth prend part à la Coupe des Alpes pour sa première compétition internationale en 2015.
En 2017, après de bons résultats, il fait ses débuts dans la Coupe continentale au mois d'août pour se placer onzième à Szczyrk. En décembre 2018, il atteint pour la première fois le top dans cette compétition à Klingenthal, prenant la sixième place au deuxième concours notamment.
En 2019, il remporte le titre de champion du monde junior par équipes à Lahti, ainsi que la médaille d'argent au concours individuel derrière Thomas Aasen Markeng, grâce au plus long saut du jour et la médaille de bronze au concours par équipes mixtes. Après des résultats positifs à l'été 2019 (deux podiums en Coupe FIS), il fait ses débuts dans la Coupe du monde sur la Tournée des quatre tremplins, pour marquer des points sur son concours inaugural à Oberstdorf (27e). Il marque aussi des points plus tard à Val di Fiemme. Également médaillé de bronze par équipes aux Championnats du monde junior à Oberwiesenthal, il est plus en difficulté à l'été se retrouvant hors du top trente des compétitions internationales qu'il dispute. En raison du manque de compétitions pour se racheter en raison dans la pandémie de Covid-19, il n'est pas retenu initialement dans l'équipe de Coupe du monde en 2020-2021.
En dehors du sport, il est policier professionnel.

## Palmarès

### Coupe du monde
- Meilleur classement général : 61e en 2020.
- Meilleur résultat individuel : 27e.

#### Classements généraux annuels
| Année     | Rang |
| 2019-2020 | 61e  |

### Championnats du monde junior
- Lahti 2019 :
  -  Médaille d'or par équipes masculines.
  -  Médaille d'argent en individuel.
  -  Médaille de bronze par équipes mixtes.
- Oberwiesenthal 2020 :
  -  Médaille de bronze par équipes masculines.